# L'endeví
L'endeví (títol original en francès: Le Devin) és el dinovè àlbum de la sèrie Astèrix el gal, amb guió de René Goscinny i dibuix d'Albert Uderzo. Va ser publicat en francès el 1972.
A França, la història es va serialitzar inicialment a la revista Pilote, en la qual apareixia per entregues des del número 652 (4 de maig de 1972) fins al número 673 (28 de setembre de 1972); més tard va ser publicat en tapa dura l'any 1973 per l'editorial Dargaud. posterior-ment el registre el reimprimeix l'editorial Hachette Livre, que el desembre de 2008 va adquirir a Uderzo i Anna Goscinny (filla del difunt René) tots els drets sobre les publicacions d'Astèrix.

## Sinopsi
Atemorits per una violenta tempesta, els habitants del poblet estan tots refugiats a la casa del cap. L'arribada d'un foraster cobert amb una pell d'animal provoca un atac de pànic general. Pretén ser un endeví, i aprofitant la credulitat dels seus amfitrions i l'absència del druida, adquireix ràpidament un considerable ascendent sobre els gals, a excepció d'Astèrix, qui resta escèptic...

## Comentaris
- Si habitualment se cita als déus gals Tutatis i Belenos, a les primeres pàgines apareix un bon grapat dels habitants del panteó gal: Taranis, el deu del tro; Sucellus, déu dels morts; Èsus, déu de la Vida; Èpona, deessa de la guerra; Sequana, deessa del Sena, Rosmerta, deessa de la providència, Cernutos, déu de la naturalesa o Borvo, déu de les fonts.
- La vinyeta on l'endeví disseca un peix per estudiar les entranyes fa al·lusió al quadre de Rembrandt Lliçó d'anatomia del Dr. Nicolaes Tulp (p. 10).[6]
- Els pirates apareixen en dues ocasions (i naufraguen en totes dues): una enmig d'una tempesta, després que un endeví els digués que el mar estaria en calma (p. 9); i l'altra travessats pels gals, després que un altre endeví els digués que no hi havia cap perill en fondejar durant la nit.
- El druida Panoràmix torna a anar a la Reunió Anual de Druides del Bosc dels Carnuts (veure Astèrix i els gots) i torna a guanyar el premi al millor druida; però mentre que en aquella ocasió el premi era un menhir d'or, en aquesta és una olla.
- Per primer cop, les dones del poblet també prenen la poció màgica.
- El bard Assegurançatòrix seu lligat als peus de l'arbre. Somriu feliç mentre pensa que l'endeví li ha predit èxits musicals.
- El personatge de l'endeví va aparèixer a la pel·lícula Astèrix i Obèlix contra Cèsar